# 臺中市纖維工藝博物館
臺中市纖維工藝博物館（簡稱纖博館）是位於臺灣臺中市大里區大里運動公園內的公立博物館，也是臺中市政府成立的第一座市有博物館。是以臺中的編、結、織、染、繡為主題，結合工藝與藝術的博物館。

## 歷史

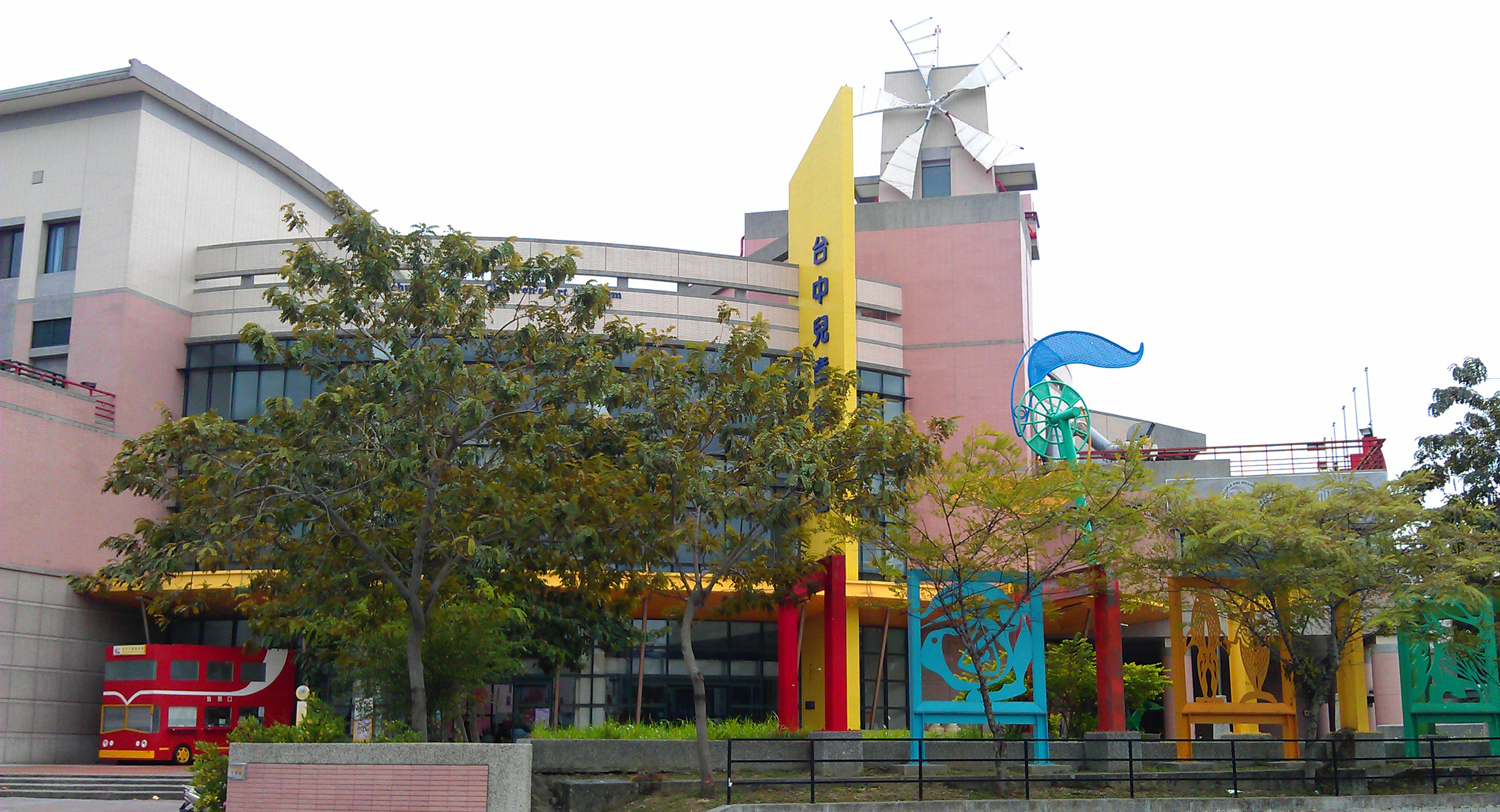
台中兒童藝術館時期外觀

- 1990年，臺中縣立文化中心成立「編織工藝館」（今臺中市葫蘆墩文化中心編織工藝館），以大甲帽蓆及泰雅族編織為起點，陸續累積869件編織典藏，並出版及辦理相關叢書、展覽、館際與國際交流及人才培訓等，成為臺灣編織工藝人才的小型地方文化館。
- 2004年，台中縣政府於大里運動公園設置兒童藝術館。
- 2008年，兒童藝術館改由委外廠商經營。
- 2010年10月25日，臺中市縣合併，兒童藝術館由臺中市政府文化局接管。
- 2014年8月31日，兒童藝術館廠商退場後封館。臺中市政府文化局後續共計辦理3次招標，亦無法選出最優申請人。
- 2015年8月4日，臺中市政府文化局於原兒童藝術館成立「臺中市纖維工藝博物館籌備處」並重新開放營運參觀。[3]
- 2016年12月，閉館整修。
- 2018年10月17日，「臺中市纖維工藝博物館」正式揭幕營運(開放1、2樓)，隔年12月第二期工程開始進行(B1及3樓)。
- 2021年1月1日，B1及3樓竣工，全面開放。3月2日，大里區公所暫遷至纖維工藝博物館3樓辦公，未來大里聯合行政中心完工後再搬遷。[4]

## 組織架構
設有主任1人、秘書1人、典藏展覽組3人、教育推廣組3人及總務行政組3人，共計11人，目前皆由臺中市政府文化局內人員兼任。

## 交通
臺中市公車
纖維博物館（中興路）
- 統聯客運：綠3
- 台中客運：200中興幹線、107、108、131
- 全航客運：158

纖維博物館（勝利二路）
- 臺中客運：132

## 外部連結
臺中市纖維工藝博物館的Facebook專頁
- 臺中市纖維工藝博物館 （页面存档备份，存于）